# Triplanétaire
Triplanétaire (titre original : Triplanetary) est un roman de science-fiction de l'écrivain américain Edward Elmer Smith paru initialement en 1934. Ce roman est le premier volet du Cycle du Fulgur.

## Présentation de l'œuvre

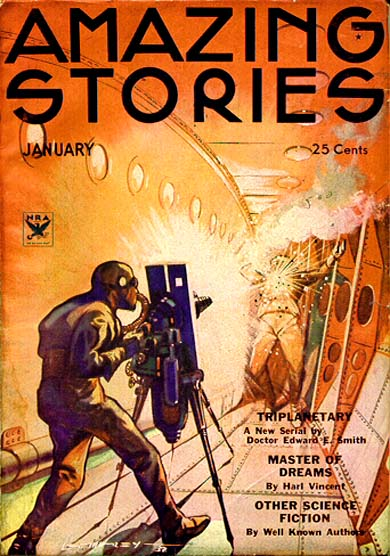
Couverture d'Amazing Stories, janvier 1934, première parution de Triplanétaire.

Triplanétaire de Edward Elmer Smith est un roman qui parut en épisodes dans le magazine de science-fiction américain Amazing Stories en 1934. Si l'intrigue du roman était au départ distincte de celle de Patrouille galactique, l'auteur remania Triplanétaire en 1948 pour l'adapter au contexte romanesque du Cycle du Fulgur et en faire le premier volet du cycle.

### Genre
Triplanétaire appartient au genre du space opera et le développe à une échelle inconnue jusqu'alors. L'auteur imagine de nouvelles techniques qui permettent les longs voyages interstellaires à des vitesses supérieures à celle de la lumière. L'une de ces inventions est le « moteur aninertiel ».

### Situation dans le Cycle
Triplanétaire présente les principaux personnages du cycle avant la création de la Patrouille galactique et le recrutement des Fulgurs. Le roman sert ainsi de prologue aux six autres volumes du cycle. 

## Univers du cycle
Il y a deux milliards d'années, deux galaxies entrèrent en collision et s'interpénétrèrent pour former un nouvel univers.

## Critiques spécialisées
- Marianne Créteaux, Horizons du fantastique, n°22, 1973.

## Postérité artistique
- Triplanétaire a inspiré un wargame sur plateau publié par Game Designers' Workshop en 1973. Il s'agissait d'une simulation de combat spatial à l'intérieur du système solaire au début du XXIe siècle. Le jeu fut créé par Marc W. Miller et intégré à un ensemble intitulé The Stars! The Stars!.

- Des « puissances triplanétaires » sont évoquées dans le roman de Jack Williamson intitulé Les Humanoïdes (1948), mais elles sont présentées comme néfastes et dangereuses.

## Édition française
Il n'existe qu'une seule édition française du roman de Edward Elmer Smith :
- E.E. "Doc" Smith, Triplanétaire, traduit de l'américain par Richard Chomet, Albin Michel, coll. « Science-fiction », n°7, 1972.

## Citations
- « Les Eddoriens étaient conscients que la démocratie, de par son essence même, était inefficiente. », chap. 1, p. 13 ;